# 브리유니

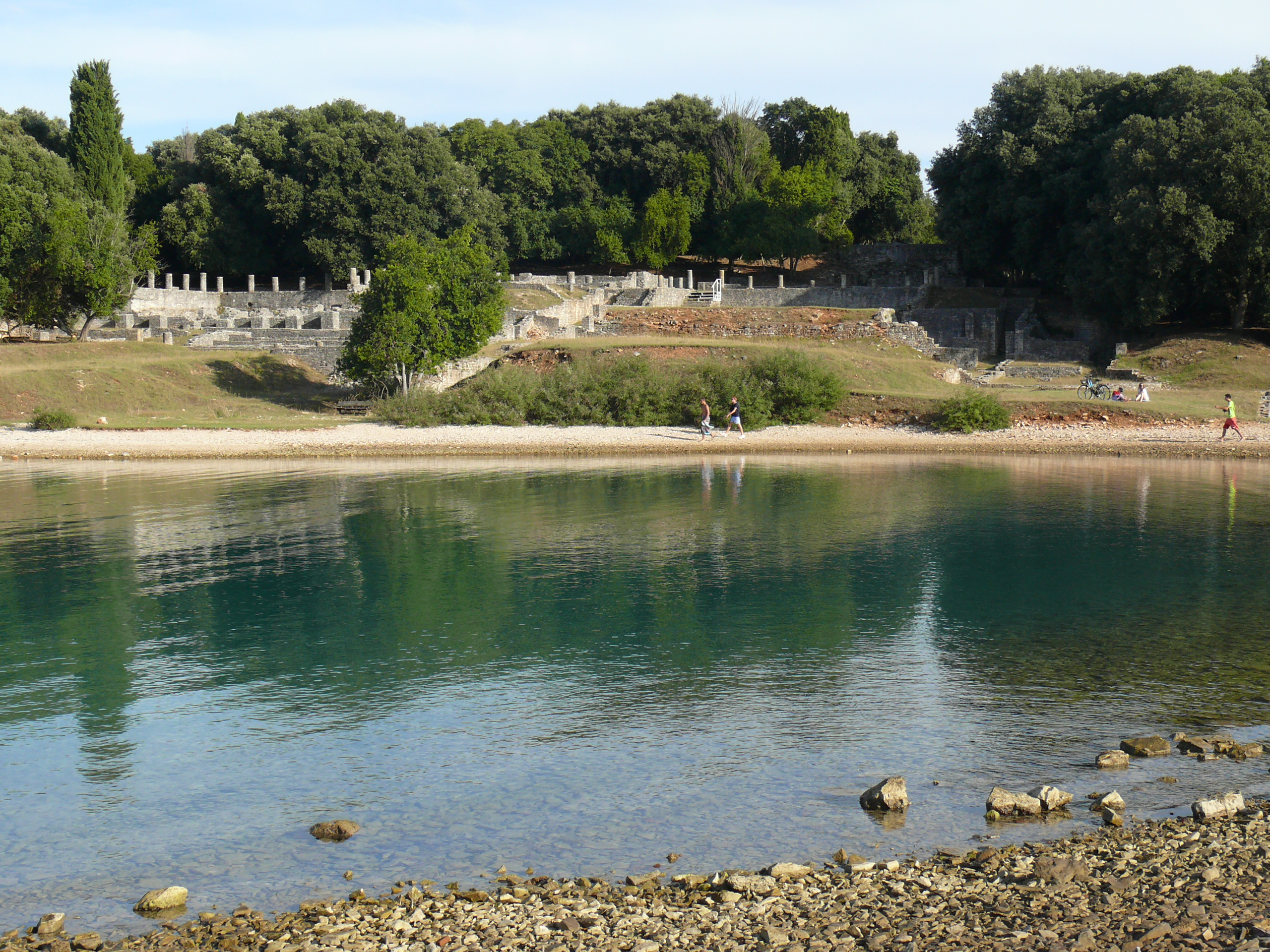
브리유니

브리유니(크로아티아어: Brijuni)는 아드리아해 연안과 접한 크로아티아의 지명이다. 12개의 작은 섬으로 구성되어 있으며 국립공원으로 지정되어 있다.

## 같이 보기
- 코르나티 제도